# محمد عامر (سياسي مصري)
محمد عامر هو رئيس نادي الزمالك الثالث والعشرون، تولي رئاسة النادي في عام 2008 بقرار من المجلس القومي للرياضة بعد حل مجلس ممدوح عباس لإدارة إنتخابات جديدة لنادي الزمالك، أستمر في رئاسة الزمالك لمدة عام واحد فقط.